# Хёг, Юли
Ю́ли Далль Хёг (дат. Julie Dall Høgh; 30 августа 1999, Дания) — датская кёрлингистка.
В составе женской команды Дании участница зимних Олимпийских игр 2018 года.
Играет на позиции второго.

## Достижения
- Первенство Европы по кёрлингу среди юниоров: золото (2013).
- Чемпионат Дании по кёрлингу среди юниоров: золото (2013, 2014, 2015).

## Команды
| Сезон   | Четвёртый               | Третий              | Второй              | Первый               | Запасной                                                       | Турниры                               |
| ------- | ----------------------- | ------------------- | ------------------- | -------------------- | -------------------------------------------------------------- | ------------------------------------- |
| 2012—13 | Стефани Рисдаль Нильсен | Janne Gundry        | Chalotte Gundry     | Юли Хёг              | Изабелла Клемменсен                                            | ЧДЖ 2013 (4 место)                    |
| 2012—13 | Стефани Рисдаль Нильсен | Jannie Gundry       | Шарлотта Клемменсен | Изабелла Клемменсен  | Юли Хёг Catrine Edelskov                                       | ЧДЮ 2013                              |
| 2012—13 | Стефани Рисдаль Нильсен | Janne Gundry        | Изабелла Клемменсен | Шарлотта Клемменсен  | Юли Хёг тренеры: Ульрик Шмидт (ПЕКЮ) Хелена Блак Лаурсен (ЧМЮ) | ПЕКЮ 2013 · ЧМЮ 2013 (6 место)        |
| 2013—14 | Стефани Рисдаль Нильсен | Janne Gundry        | Шарлотта Клемменсен | Юли Хёг              | Изабелла Клемменсен                                            | ЧДЖ 2014 (4 место)                    |
| 2013—14 | Кристин Свенсен         | Изабелла Клемменсен | Юли Хёг             | Шарлотта Клемменсен  | Sara Rasmussen (ЧМЮ) тренер: Ульрик Шмидт                      | ЧДЮ 2014 · ЧМЮ 2014 (10 место)        |
| 2014—15 | Кристин Свенсен         | Изабелла Клемменсен | Юли Хёг             | Katja Milvang-Jensen | Anna Solberg (ПЕКЮ) тренер: Мартин Грёнбех                     | ЧДЮ 2015 · ПЕКЮ 2015 (9 место)        |
| 2017—18 | Мадлен Дюпон            | Дениз Дюпон         | Юли Хёг             | Матильда Хальсе      | Лина Кнудсен тренеры: Ульрик Шмидт Миккель Краусе              | ЧЕ 2017 (8 место) ЗОИ 2018 (10 место) |
| 2018—19 | Мадлен Дюпон            | Дениз Дюпон         | Юли Хёг             | Матильда Хальсе      | Лина Кнудсен тренер: Ульрик Шмидт                              | ЧЕ 2018 (7 место)                     |
| 2018—19 | Мадлен Дюпон            | Дениз Дюпон         | Юли Хёг             | Лина Кнудсен         | Габриэлла Квист тренер: Ульрик Шмидт                           | ЧМ 2019 (11 место)                    |

(скипы выделены полужирным шрифтом)